# 10277 Micheli
10277 Micheli eller 1981 EC27 är en asteroid i huvudbältet som upptäcktes den 2 mars 1981 av den amerikanska astronomen Schelte J. Bus vid Siding Spring-observatoriet. Den är uppkallad efter den italienska astronomen Marco Micheli.
Asteroiden har en diameter på ungefär 9 kilometer.